# 米村和夫
米村 和夫（よねむら かずお、1964年 - ）は日本の建築家。愛知県生まれ。

## 経歴
- 1986年 日本大学理工学部卒業（小林美夫研究室）桜建賞（卒業設計主席）・日本建築学会「全国大学卒業設計展」出品
- 1986年 辰村組（現．南海辰村建設）設計部入社
- 1986年 第4回英国王立建築家協会（RIBA）国際学生設計競技佳作入選・優秀作品展（イギリス・ロンドン，ロイヤルアカデミー）出品
- 1986年 第21回セントラルガラス国際建築設計競技最優秀賞
- 1986年 日本大学理工学部学術協会賞
- 1987年 第4回ホクストン建築装飾デザインコンクール佳作入選
- 1987年 名古屋久屋大通公園・モニュメント設計競技一次審査通過
- 1987年 伊藤喜三郎建築研究所移籍
- 1990年 独立しフリー
- 1990年 第25回東京建築士会設計競技「世田谷まちづくりー区の出張所を持つ地区施設」佳作入選
- 1991年 有限会社米村和夫建築アトリエ設立（後、米村アーキテクツスタジオに名称変更）
- 1994年 平安建都1200年記念事業．京都府大宮町「小町の舎」設計競技入選
- 1994年 文化庁芸術家在外研修・研修員派遣（旧新日本建築家協会推薦）
- 1995年 JR九州・吉野ケ里公園駅舎設計競技佳作入選
- 1995年-2008年 中央工学校建築工学科講師
- 1998年 群馬県主催「ぐんまの家」設計競技 20選
- 2008年 風のアトリエ / 米村和夫建築アトリエ再設立
- 2008年-2009年 東京都立赤羽技術専門校建築士講座講師

## 著書
- 月刊誌「新建築」（1995.10月号-1996.3月号）計6回にわたりレポート連載

## 代表作
- まわる家（コーギーズハウス）
- 田園風景を望むガレージハウス（コーギーズハウス）
- 熱海の共鳴箱-resonance
- 住宅地の中のコートハウス (土間のある家)
- 我孫子の家
- 地平線の見える崖地の家
- 熱海・自然郷の家
- 志木市・菊もと
- 住宅地の中のガレージハウス（茨城県取手市）
- 埼玉県区画整理の家